# Ричи Самбора
Ричард Стивън Самбора (на английски: Richard Steven Sambora), известен предимно като Ричи Самбора (на английски: Richie Sambora) е американски китарист, бивш член на групата Бон Джоуви. 

## Биография
Роден е на 11 юли 1959 г. в Удбридж, Ню Джърси, но живее в Калифорния.  Женен е за Хедър Локлиър от декември 1994 до февруари 2006 г., с която има дъщеря (Ава Елизабет).  Следва връзката му с Денис Ричардс, която приключва много бързо. Раздялата и смъртта на баща му водят до пристрастяването на Ричи към алкохола. През лятото на 2007 се лекува в клиника за зависимости. 
Ричи има три солови албума – Stranger in This Town (1991) и Undiscovered Soul (1998), Aftermath of the Lowdown (18 септември 2012).  Музиката на Самбора е завладяваща. Стилът в соловата му кариера би могъл да се определи като блус рок, въпреки че в Undiscovered Soul се усеща и кънтри влияние. През 1999 г. Ричи подготвя и своя трети солов проект Silhouettes, който така и не бива издаден. Най-много продадени копия Ричи има от албума Stranger In This Town. Самия той го определя като по-емоционален. По време на записите му се сбъдва една от мечтите на Ричи Самбора. В албума участва идолът му Ерик Клептън.
На 18 юни 2009 г. Ричи е въведен в Залата на славата на авторите на песни заедно с Джон Бон Джоуви. 
През 2011 г. отново постъпва в рехабилитационна клиника, където се подлага на терапия за алкохолизъм, поради което пропуска част от турнето на Бон Джоуви. В края на 2011 г. започва работа по трети самостоятелен албум, който трябва да бъде издаден през пролетта на 2012 г. 
За свои кумири в музика смята Ерик Клептън, Джими Хендрикс, Джеф Бек и Бийтълс. Извън групата той се занимава с филмова и телевизионна музика. 